# Michael Brockenhuus-Schack
Frands Axel Michael greve Brockenhuus-Schack (født 20. april 1960) er en dansk agronom, kammerherre og hofjægermester, gift med Ulla Brockenhuus-Schack og bosiddende på Giesegaard nær Ringsted.
Michael Brockenhuus-Schack er søn af greve Niels Brockenhuus-Schack og hustru Madeleine Maria, f. d'Auchamp. Han er uddannet HA fra Handelshøjskolen i København (1983) og cand.agro. fra KVL (1989).
Han var 1988-95 ansat i Danske Bank, Holmens Kanal, fra 1993 som afdelingsdirektør. Michael Brockenhuus-Schack var formand for Landbrug & Fødevarer 2009-11, bestyrelsesformand for Promilleafgiftsfonden for landbrug 2010-22 og bestyrelsesformand for Realdania 2013-21. I dag ejer og driver han land- og skovbrugsejendommen Giesegaard. 
Blandt nuværende bestyrelsesposter kan nævnes:
- Carlsen-Langes Legatstiftelse, formand (2012- )
- Kai Lange og Gunhild Kai Langes Fond, formand (2001- )
- Det Classenske Fideicommis (2007- )[2]

## Hæder
- Ridder af 1. grad af Dannebrogordenen (16. april 2015)
- Storridder af Den Islandske Falkeorden (24. januar 2017)